# Patinação artística na Universíada de Inverno de 2005
As competições de patinação artística na Universíada de Inverno de 2005 foram disputadas em Innsbruck, Áustria, entre 11 e 22 de janeiro de 2005.

## Medalhistas
| Evento                          | Ouro                                      | Prata                                            | Bronze                                      | Ref.  |
| ------------------------------- | ----------------------------------------- | ------------------------------------------------ | ------------------------------------------- | ----- |
| Individual masculino (detalhes) | Daisuke Takahashi · Japão                 | Song Lun · China                                 | Hu Xiaoou · China                           | [ 1 ] |
| Individual feminino (detalhes)  | Yoshie Onda · Japão                       | Galina Maniachenko · Ucrânia                     | Liu Yan · China                             | [ 1 ] |
| Duplas (detalhes)               | Zhang Dan · Zhang Hao · China             | Tatiana Volosozhar · Stanislav Morozov · Ucrânia | Maria Mukhortova · Maxim Trankov · Rússia   | [ 1 ] |
| Dança no gelo (detalhes)        | Jana Khokhlova · Sergei Novitski · Rússia | Julia Golovina · Oleg Voiko · Ucrânia            | Nathalie Péchalat · Fabian Bourzat · França | [ 1 ] |

## Quadro de medalhas
| Ordem | País        | Medalha de ouro | Medalha de prata | Medalha de bronze |    |
| ----- | ----------- | --------------- | ---------------- | ----------------- | -- |
| 1     | JPN Japão   | 2               |                  |                   | 2  |
| 2     | CHN China   | 1               | 1                | 2                 | 4  |
| 3     | RUS Rússia  | 1               |                  | 1                 | 2  |
| 4     | UKR Ucrânia |                 | 3                |                   | 3  |
| 5     | FRA França  |                 |                  | 1                 | 1  |
| TOTAL | TOTAL       | 4               | 4                | 4                 | 12 |